# Alexei Kirillowitsch Simonow

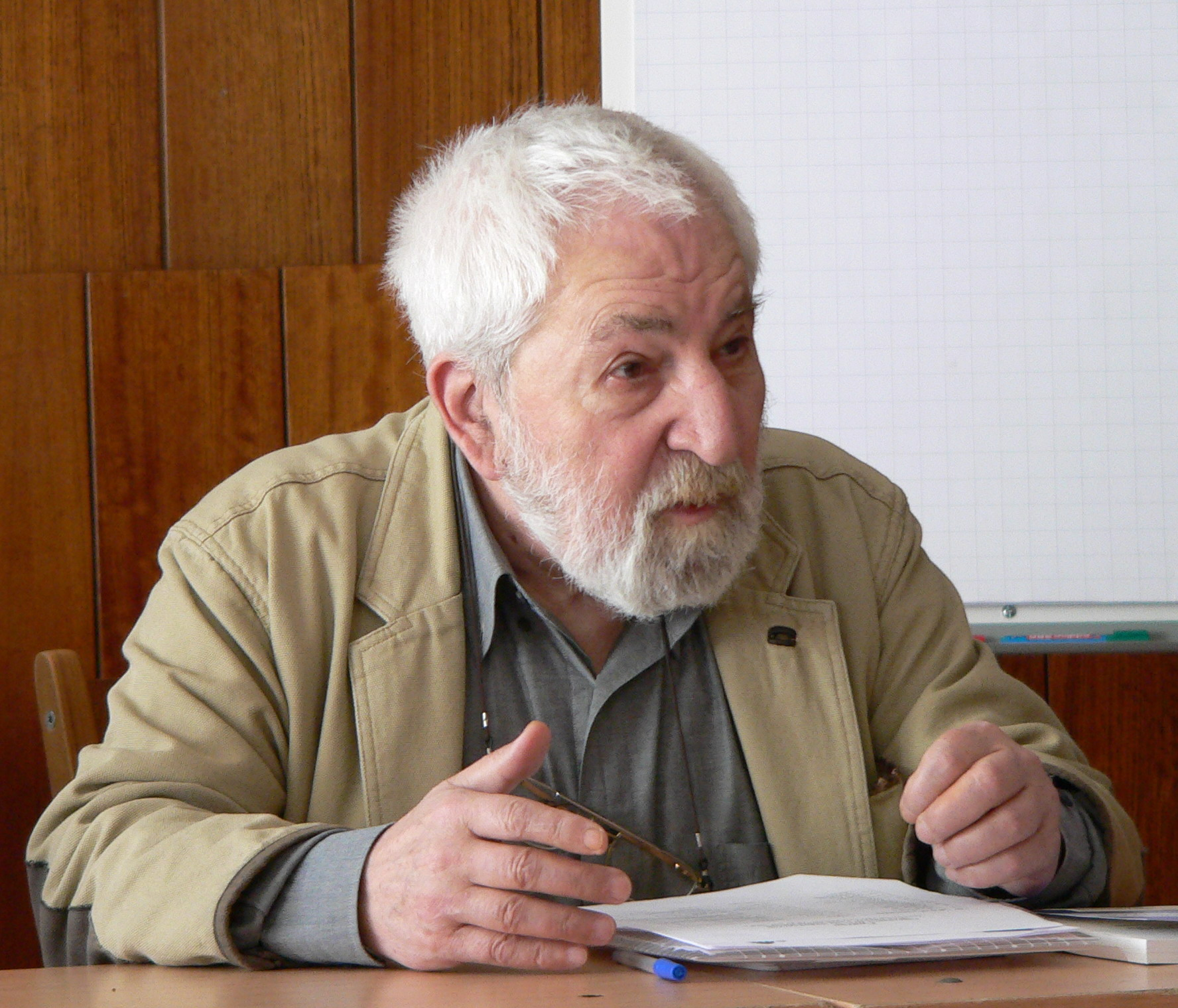
Alexei Simonow

Alexei Kirillowitsch Simonow (deutsch auch: Alexej Simonow, russisch Алексей Кириллович Симонов, wiss. Transliteration Aleksej Kirillovič Simonov; * 8. August 1939 in Moskau) ist ein russischer Autor, Regisseur und Menschenrechtsaktivist. Simonow ist Präsident der Stiftung zur Verteidigung von Glasnost.

## Biografie
Alexei Simonow wurde in Moskau als Sohn des sowjetischen Schriftstellers Konstantin Simonow geboren. 1956 schloss er die Schule für Englisch mit Auszeichnung ab, danach zog er als Hilfskraft mit einer Expedition zum Kältepol im sibirischen Jakutien. Von 1958 bis 1964 studierte er asiatische Sprachen an der indonesischen Abteilung der Moskauer Lomonossow-Universität, 1963/64 arbeitete er als Übersetzer in Jakarta und Surabaya. Nach seinem Studium arbeitete er in einem Buchverlag als Lektor. Von 1968 bis 1970 studierte er Kinoregie und drehte von 1970 bis 1991 20 Filme in verschiedenen Genres. 1991 bis 1995 war er Lehrer am Institut für Kinematografie in Moskau. Seit 1991 führt er die Stiftung zur Verteidigung von Glasnost. Als solcher ist er ein gefragter Gesprächspartner westlicher Medien und Menschenrechtsorganisationen zum Thema Pressefreiheit in Russland.
Zusammen mit anderen bekannten Persönlichkeiten Russlands aus Wissenschaft und Kultur stellte sich Simonow im März 2014 ablehnend gegenüber der russischen Aggression gegen die Ukraine. Im Mai 2018 unterzeichnete er das Appell zur Unterstützung von Oleh Senzow.